# Ho-Chunk Nation
La Ho-Chunk Nation (lingua winnebago: Hoocąk) è una tribù riconosciuta a livello federale che insiste territorialmente in cinque stati degli Stati Uniti: Wisconsin, Illinois, Iowa, Minnesota e Missouri. L'altra tribù riconosciuta a livello federale del popolo Ho-Chunk è la tribù Winnebago del Nebraska. La tribù si è separata quando i suoi membri sono stati costretti a trasferirsi dapprima in una parte orientale dell'Iowa conosciuta come Neutral Ground, poi in Minnesota, Dakota del Sud e, successivamente, nell'attuale riserva in Nebraska. Storicamente, le tribù Algonquin si riferivano a loro con un termine che si è evoluto in Winnebago, usato sia dai francesi che dagli inglesi, mentre la Ho-Chunk Nation si è sempre chiamata Ho-Chunk. Il nome Ho-Chunk deriva etimologicamente dalla parola Hocaagra (Ho che significa "voce", cąk che significa "sacro", ra è un articolo definitivo), che significa "Popolo della Sacra Voce".

## Governo
La Ho-Chunk Nation ha sede a Black River Falls, Wisconsin. L'attuale presidente della nazione è Marlon WhiteEagle. Il presidente della Corte Suprema è Todd R. Matha, insieme a due giudici associati: Tricia Zunker e David J.W. Klauser.